# آر إم إس أوليمبيك
آر إم إس أوليمبيك كانت سفينة بريطانية عابرة للمحيطات، و السفينة الأولى من نوعها لشركة وايت ستار لاين. على عكس السفن الأخرى في من ذات النوع، كان لدى أولمبيك مهنة طويلة امتدت 24 عامًا من 1911 إلى 1935. وشملت هذه الخدمة بكون السفينة قوة حربية خلال الحرب العالمية الأولى، والتي اكتسبت لقب «الموثوقة القديمة». عادت إلى الخدمة المدنية بعد الحرب وعملت بنجاح كمحيط بحري طوال العشرينيات وحتى النصف الأول من ثلاثينيات القرن الماضي، على الرغم من أن المنافسة المتزايدة والكساد في التجارة خلال الكساد العظيم بعد عام 1930، جعلتها عملية غير مربحة بشكل متزايد.